# Championnats d'Europe de boxe amateur 1947
Navigation
Édition précédente Édition suivante
La 7e édition des championnats d'Europe de boxe amateur s'est déroulée à Dublin, Irlande, du 2 au 17 mai 1947. 

## Résultats

### Podiums
| Catégories               | Or                   | Argent         | Bronze             |
| Poids mouches (-51 kg)   | Luis Martinez Zapata | James Clinton  | Frantisek Majdloch |
| Poids coqs (-54 kg)      | Laszlo Bogacs        | Bertil Ahlin   | Peter Sanderson    |
| Poids plumes (-57 kg)    | Kurt Kreuger         | Peter Maguire  | Jules van Dyk      |
| Poids légers (-60 kg)    | Joseph Vissers       | Roger Baour    | Svend Wad          |
| Poids welters (-67 kg)   | John Ryan            | Charles Humez  | Giuseppe Facchi    |
| Poids moyens (-75 kg)    | Aimé-Joseph Escudié  | Wally Thom     | Július Torma       |
| Poids mi-lourds (-81 kg) | Henrik Quentenmeyer  | Léon Nowiasz   | Vital L'Host       |
| Poids lourds (+81 kg)    | Gerry O'Colman       | George Scriven | Giulio Bastiani    |

### Tableau des médailles
| Place | Pays              | Médaille d'or, Europe | Médaille d'argent, Europe | Médaille de bronze, Europe | Total |
| ----- | ----------------- | --------------------- | ------------------------- | -------------------------- | ----- |
| 1     | France            | 1                     | 3                         | 0                          | 4     |
| 2     | Angleterre        | 1                     | 2                         | 1                          | 4     |
| 3     | Irlande           | 1                     | 1                         | 0                          | 2     |
| 3     | Suède             | 1                     | 1                         | 0                          | 2     |
| 5     | Belgique          | 1                     | 0                         | 2                          | 3     |
| 6     | Hongrie           | 1                     | 0                         | 0                          | 1     |
| 6     | Pays-Bas          | 1                     | 0                         | 0                          | 1     |
| 6     | Espagne           | 1                     | 0                         | 0                          | 1     |
| 9     | Écosse            | 0                     | 1                         | 0                          | 1     |
| 10    | Tchécoslovaquie   | 0                     | 0                         | 2                          | 2     |
| 10    | Italie            | 0                     | 0                         | 2                          | 2     |
| 12    | Danemark          | 0                     | 0                         | 1                          | 1     |
| Total | 12 pays médaillés | 8                     | 8                         | 8                          | 24    |